# Савезна влада Мике Шпиљка
Савезно извршно веће којим је председавао Мика Шпиљак изабрано је 18. маја 1967. на седници Савезног већа Савезне скупштине. Функционисало је до 18. маја 1969. када је замењено Савезним извршним већем, којим је председавао Митја Рибичич.

## Чланови
Према Уставу СФРЈ из 1963. Савезно извршно веће сачињавали су председник и одређени број чланова. Председника и чланове Савезног извршног већа бирало је Савезно веће, на основу предлога посланика кога је Председник Републике предложио за председника Савезног извршног већа и на основу мишљења Комисије за избор и именовања. Чланови Савезног извршног већа бирани су из редова чланова Скупштине, водећи рачуна о националном саставу.
Председници републичких извршних већа, савезни државни секретари, савезни секретари, секретар Савезног извршног већа као и други савезни функционери за које је Скупштина СФРЈ то одредила приликом њиховог именовања, били су по положају чланови Савезног извршног већа.

### Чланови које је изабрала Савезна скупштина[1]
| функција            | име и презиме | напомена |
| ------------------- | ------------- | -------- |
| председник          | Мика Шпиљак   |          |
| потпредседници      | Киро Глигоров |          |
| потпредседници      | Руди Колак    |          |
| чланови             |               |          |
| Хакија Поздерац     |               |          |
| Мустафа Шабић       |               |          |
| Мијушко Шибалић     |               |          |
| Велизар Шкеровић    |               |          |
| др Миливој Рукавина |               |          |
| Јанез Становник     |               |          |
| Марко Булц          |               |          |
| Живан Васиљевић     |               |          |
| Фрањо Нађ           |               |          |
| Милијан Неоричић    |               |          |
| Тома Гранфил        |               |          |
| Али Шукрија         |               |          |
| Александар Грличков |               |          |
| Марин Цетинић       |               |          |

### Чланови по положају

#### Савезни секретари[3]
| функција                                             | име и презиме          | напомена              |
| ---------------------------------------------------- | ---------------------- | --------------------- |
| савезни секретар за народну одбрану                  | генерал Никола Љубичић |                       |
| савезни секретар за иностране послове                | Марко Никезић          | до 28. децембра 1968. |
| савезни секретар за иностране послове                | Мишо Павићевић         |                       |
| савезни секретар за унутрашње послове                | Радован Стијачић       |                       |
| савезни секретар економију                           | др Боривој Јелић       |                       |
| савезни секретар за рад                              |                        |                       |
| савезни секретар за финансије                        | Јанко Смоле            |                       |
| савезни секретар за здравство и социјалну политику   |                        |                       |
| савезни секретар за спољну трговину                  |                        |                       |
| савезни секретар за индустрију                       |                        |                       |
| савезни секретар за секретар за буџет и општу управе |                        |                       |
| савезни секретар за правосуђе                        |                        |                       |
| савезни секретар за саобраћај и везе                 |                        |                       |
| савезни секретар за пољопривреду и шумарство         |                        |                       |
| савезни секретар за трговину                         |                        |                       |
| савезни секретар за образовање и културу             |                        |                       |
| савезни секретар за информације                      | Мирко Остојић          |                       |

#### Председници републичких Извршних већа
| функција                                        | име и презиме        | напомена           |
| ----------------------------------------------- | -------------------- | ------------------ |
| председник Извршног већа СР Босне и Херцеговине | Бранко Микулић       |                    |
| председник Извршног већа СР Македоније          | Никола Минчев        | до септембра 1968. |
| председник Извршног већа СР Македоније          | Ксенте Богоев        | од септембра 1968. |
| председник Извршног већа СР Словеније           | Стане Кавчич         |                    |
| председник Извршног већа СР Србије              | Ђурица Јојкић        | до новембра 1964.  |
| председник Извршног већа СР Хрватске            | Савка Дабчевић-Кучар |                    |
| председник Извршног већа СР Црне Горе           | Видоје Жарковић      |                    |

## Одбори, комисије и савети Савезног извршног већа

### Административна комисија[4]
| функција   | име и презиме             |
| ---------- | ------------------------- |
| председник | Мијушко Шибалић           |
| чланови    | Фрањо Нађ и Мустафа Шабић |